# Pitangus
Pitangus es un género actualmente monotípico de aves paseriformes perteneciente a la familia Tyrannidae, que agrupa a una especie nativa de la América tropical (Neotrópico), donde se distribuye en la mayor parte del continente, desde el sur de Texas hasta el centro sur de Argentina. Son conocidos con los nombres comunes de benteveo, bienteveo, bichofeo, cristofué, quitupí, pitogüé, comechile, güis, luis, entre muchos otros.

## Etimología
El nombre genérico masculino «Pitangus» deriva del nombre tupí «pitanguá guaçú» para un atrapamoscas grande.

## Características
Ver Pitangus sulphuratus.

## Taxonomía

### Descripción original
Este género fue descrito originalmente por el naturalista y ornitólogo inglés William Swainson en el año 1827, la especie tipo definida fue Tyrannus sulphuratus Vieillot, en realidad una combinación posterior de Lanius sulphuratus Linnaeus, 1766.

### Historia taxonómica
Sobre la base de consideraciones morfológicas, comportamentales, y moleculares, algunos autores, como Lanyon (1986), Fitzpatrick (2004) y Ridgely & Tudor (2009) ya habían propuesto separar al bienteveo chico Pitangus lictor en un género propio: Philohydor, por lo que para ellos Pitangus pasaría a ser un género monotípico con la única especie: Pitangus sulphuratus. Sin embargo, el Comité de Clasificación de Sudamérica mantenía a P. lictor en Pitangus en espera de información más concluyente. Ya el Congreso Ornitológico Internacional (IOC), Birdlife International y Aves del Mundo adoptaban la separación de los géneros. 
Finalmente, en el año 2022, el SACC aprobó la separación en género propio en la Propuesta No 951, principalmente con base en los conclusivos estudios genéticos de Harvey et al. (2020).
Los amplios estudios genético-moleculares realizados por Tello et al. (2009) descubrieron una cantidad de relaciones novedosas dentro de la familia Tyrannidae que todavía no están reflejadas en la mayoría de las clasificaciones. Siguiendo estos estudios, Ohlson et al. (2013) propusieron dividir Tyrannidae en cinco familias. Según el ordenamiento propuesto, Pitangus y Philohydor permanecen en Tyrannidae, en una subfamilia Tyranninae Vigors, 1825, en una tribu Tyrannini Vigors, 1825, junto a Tyrannopsis, Machetornis, Conopias (provisoriamente), Megarynchus, Myiodynastes, Myiozetetes, Phelpsia (provisoriamente), Empidonomus, Griseotyrannus y Tyrannus.

## Lista de especies
Según las clasificaciones del Congreso Ornitológico Internacional (IOC) y Clements Checklist/eBird agrupa a la siguiente especie, con su respectivo nombre vulgar de acuerdo con la Sociedad Española de Ornitología (SEO):
- Pitangus sulphuratus (Linnaeus, 1766) - bienteveo común.